# Expenses
"Expenses", es el séptimo episodio de la tercera temporada de la serie de televisión de AMC Better Call Saul, serie derivada de Breaking Bad. El episodio se emitió el 22 de mayo de 2017 en AMC en los Estados Unidos. Fuera de los Estados Unidos, el episodio se estrenó en el servicio de transmisión Netflix en varios países.

## Trama
Jimmy recoge basura como parte de su servicio comunitario. Al mismo tiempo, usa su teléfono celular para realizar negocios para "Saul Goodman Productions". Al final de su turno de cuatro horas, su supervisor acredita a Jimmy con solo treinta minutos por el tiempo que uso el teléfono.
Jimmy filma un comercial para una tienda de sillas reclinables, pero el propietario rechaza la oferta de Jimmy de filmar más comerciales. Jimmy le da a Kim el dinero para su parte de los gastos de oficina, lo que le preocupa porque cree que podría estar agotando sus ahorros.
Nacho irrumpe en la casa de Daniel Wormald. Cuando llega Daniel, Nacho le ofrece $20.000 dólares para obtener cápsulas vacías que se parecen a la nitroglicerina de Héctor.
Mike ayuda en la construcción de un patio de recreo para la iglesia de Stacey y acepta la ayuda de otros miembros de su grupo de apoyo, incluida Anita. Cuando Mike luego se dirige al estacionamiento del juzgado para comenzar su turno, se encuentra con Daniel que le pide que vuelva a ser su guardaespaldas. Mike se niega y le aconseja a Daniel que no se reúna con Nacho.
Paige elogia el contrainterrogatorio de Kim sobre Chuck en la audiencia disciplinaria de Jimmy, lo que provocó el colapso de Chuck. Pero Kim expresa pesar por haber destruido la reputación de Chuck.
En el grupo de apoyo, Mike se hace amigo de Anita después de que ella le cuenta cómo desapareció misteriosamente su esposo. La historia obliga a Mike a aceptar nuevamente ser el guardaespaldas de Daniel.
Durante la cena con Jimmy, Kim observa brevemente a un estafador, pero se asegura de que sepa que no van a seguir adelante. Cuando Kim se pregunta si hicieron lo correcto al causar el colapso de Chuck, Jimmy responde que lo que le pasó a Chuck fue culpa de Chuck.
Mike y Daniel se encuentran con Nacho, quien le dice a Mike que Héctor quiere usar la tapicería de su padre como fachada para el tráfico de drogas de Héctor, por lo que Nacho tiene la intención de matar a Héctor cambiando su medicamento para la angina por un placebo. Mike le advierte que si Héctor muere, él debe tomar las falsificaciones de Héctor y reemplazarlas por las reales para que su causa de la muerte no sea obvia.
Jimmy intenta obtener un reembolso de la prima de su seguro por mala praxis. La agente no puede cumplir porque necesita estar cubierto si alguien lo acusa de negligencia en el pasado mientras su licencia está suspendida. El agente también le informa a Jimmy que su prima aumentará sustancialmente después de que lo reintegren. Jimmy parece angustiado y menciona el colapso de Chuck como la razón de la misma. Jimmy se burla mientras sale de la oficina de seguros, consciente de que le ha causado problemas a Chuck.

## Recepción

### Audiencias
Al emitirse, el episodio recibió 1,65 millones de espectadores estadounidenses y una calificación de 0,7 entre adultos de 18 a 49 años. Con la visualización de Live + 7 incluida, el episodio tuvo una audiencia general de 4,2 millones de espectadores y una calificación de 1,7 en adultos de 18 a 49 años.

### Recepción de la crítica
El episodio recibió elogios de la crítica. En Rotten Tomatoes obtuvo una calificación del 93% con un puntaje promedio de 8.63/10 basado en 14 reseñas. El consenso del sitio dice: "Una actuación principal digna de un premio entre un torrente de drama de calidad y diálogos agudos se suman a un escaparate ganador para la evolución continua de Better Call Saul". Debido a su nominación, Bob Odenkirk presentó este episodio para su consideración para el premio Primetime Emmy al actor principal destacado en una serie dramática para la 69.ª edición de los premios Primetime Emmy.